# Бермудес, Аманда
Аманда Джей Бермудес (род. 1987) — американская писательница и сценарист. За свои работы была удостоена ряда наград, в том числе Международной премии сценаристов PAGE 2021 года, премии Alpine Fellowship за книгу «The Lady Will Pay for Everything» 2021 года и премии Айовы за короткометражку «Stories No One Hopes Are About Them» издатель University of Iowa Press 2022 года. Фильмы по её сценариям снимались в США и за рубежом, её литературные произведения печатались в McSweeney's, Story, Chicago Review, The Masters Review, Fiction International, Boulevard, Creative Nonfiction и в других изданиях.

## Биография
Родилась в США, после окончания средней школы, в возрасте 16 лет переехала в Россию, была переводчиком для беженцев из Афганистана в Москве. До писательской деятельности работала фельдшером в скорой помощи.

## Творчество
Является сторонником социальной справедливости и искусства. В 2019 году Международная ассоциация сценаристов назвала её лучшим деятелем культуры которым стоит интересоваться. Энтони Марра описал её дебютную книгу «абсолютно блестящая коллекция, актуальная формально и политическая, но вневременная в своём стремлении к человеческим противречиям».
С января 2022 года соредактор журнала The Maine Review. Работа Бермудес как писателя сосредоточена на «пересечении власти, привилегий и тд.» у персонажей, которые подрывают традиционные представления о литературных героях.
В 2022 году была одним из первых писателей-резидентов в художественной программе «Нават» в Фесе в Марокко.